# Colonial
Colonial is een historisch merk van motorfietsen.
De bedrijfsnaam was: H.P. Carter, Nuneaton
H.P. Carter was een Britse motorhandelaar die vanaf 1911 in kleine aantallen 450cc-tweetakt-motorfietsen bouwde. Zeker in die tijd was 450cc voor een tweetaktmotor vrij groot, en deze motor was ook aanmerkelijk groter en zwaarder dan de meer gebruikelijke 3½pk-viertaktmotoren uit die tijd. Het merk Colonial verdween in 1913.